# The Raggle Taggle Gypsy

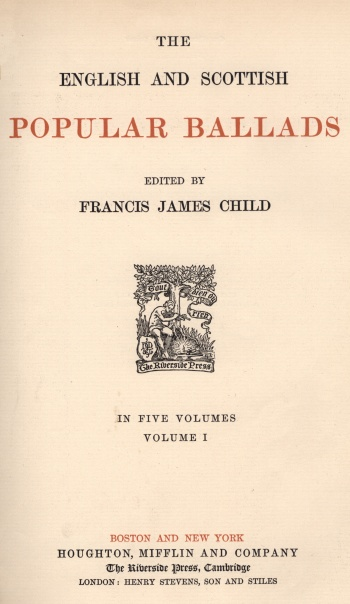
Carátula de la obra de Francis James Child English and Scottish Popular Ballads (Baladas populares escocesas e inglesas)

«The Raggle Taggle Gypsy» es una canción folclórica tradicional que se originó como una balada fronteriza escocesa y es muy popular en Gran Bretaña, Irlanda y Norteamérica.  Los nombres alternativos más comunes son «Gypsy Davy», «The Raggle Taggle Gypsies O», «The Gypsy Laddie(s)» (en español: Los gitanos), «Black Jack David» (o «Davy») y «Seven Yellow Gypsies» (en español: Siete gitanos amarillos).
En la tradición folclórica, la balada era extremadamente popular, difundida en todo el mundo anglosajón por los periódicos y la tradición oral. Según Roud y Bishop, "Sin duda, entre las cinco baladas más populares, y tal vez en segundo lugar después de 'Barbara Allen', los gitanos robando a la dama, o, por decirlo de otro modo, la dama huyendo con los gitanos sexy, ha atraído la atención de los cantantes de todo el mundo de habla inglesa durante más de 200 años". Por razones obvias, la canción ha sido durante mucho tiempo una de las favoritas de los miembros de la comunidad viajera..

## Sinopsis
El núcleo de la historia de la canción es que una dama abandona una vida de lujo para huir con una banda de gitanos. En algunas versiones hay un individuo, llamado Johnny Faa o Black Jack Davy, mientras que en otras hay un líder y sus seis hermanos. En algunas versiones la dama es identificada como Margaret Kennedy, la esposa del Conde de Cassilis escocés. 
En una versión típica, el señor llega a casa y encuentra que su dama «partió con el muchacho gitano». A veces esto se debe a que los gitanos la han encantado con su canto o incluso la han hechizado.
Ensilla su caballo rápidamente para seguirla. La encuentra y le pide que vuelva a casa, preguntándole: «¿Quieres abandonar a tu marido y a tu hijo?». Ella se niega a volver: en muchas versiones prefiere el frío del suelo («¿Qué me importan tus finas sábanas de plumas?») y la compañía del gitano a la riqueza y el buen lecho de su señor. 
Al final de algunas versiones, el marido mata a los gitanos. En la tradición local de Cassilis, se les cuelga en el Árbol de Dule de Cassilis.

## Letra
El primer texto es posible sea «The Gypsy Loddy», publicado en las Roxburg Ballads con una fecha asignada a 1720. Los primeros versos de esta versión son los siguientes:
Eran siete gitanos todos en una banda,
Eran rápidos y bonitos, oh;
Cabalgaron hasta llegar a la casa del conde de Castle,
Y allí cantaron dulcemente, O.
La señora del Conde de Castle bajó,
Con la criada a su lado;
En cuanto vieron su bonita cara,

La hechizaron.